# Nervión
Nervión (baskicky Nerbioi) je řeka v severním Španělsku. Je dlouhá 75,6 km, její povodí má rozlohu 1900 km² a průměrný průtok dosahuje 9,6 m³/s. Název řeky je podle místní legendy odvozován od římského císaře Nervy. 
Řeka pramení v Kantaberském pohoří v nadmořské výšce okolo 850 m, vytváří 222 m vysoký vodopád Salto del Nervión a protéká soutěskou Cañón de Délica. Významnými přítoky jsou Cadagua, Galindo a Gobelas. Nervión protéká městy Urduña, Amurrio, Basauri a Bilbao. Spolu s řekou Ibaizábal pak Nervión vytváří rozsáhlý estuár, který se vlévá do Biskajského zálivu. Na břehu estuáru se nachází přístav Getxo. Mořský příliv je znatelný ještě patnáct kilometrů proti proudu řeky.
Nervión je páteří největšího baskického města Bilbaa, které tradičně rozděluje na průmyslovou část na levém břehu a rezidenční část na pravém břehu. Přes řeku vede v Bilbau deset mostů, nejmodernější je Zubizuri („bílý most“) v podobě obráceného člunu, který navrhl Santiago Calatrava a byl otevřen roku 1997. Estuár překlenuje Biskajský most z roku 1893, který je nejstarším gondolovým mostem na světě.
Ve druhé polovině dvacátého století řeka trpěla vysokou mírou průmyslového znečištění, ale díky revitalizačním projektům se kvalita vody zlepšila a žije v ní mořčák evropský, mořan zlatý a humr evropský.